# Philippe Joseph Victoire de Senneville
Pour les articles homonymes, voir Senneville.
Philippe Joseph Victoire de Senneville, né le 25 février 1737 à La Petite-Pierre (Bas-Rhin), mort le 14 mars 1824 à Buno-Bonnevaux (Seine-et-Oise), est un général de brigade de la Révolution française.

## États de service
Il entre en service en janvier 1755, comme élève à l’école de l'artillerie de Strasbourg, et il est nommé sous-lieutenant en 1758. Lieutenant en mars 1760, aide major en 1775, il devient professeur à l’école d’artillerie de Strasbourg en 1776. Il est nommé colonel le 26 août 1787, commandant le régiment d’artillerie des colonies. En 1793, il est affecté à l’armée des côtes, et il est mis en non-activité le 26 mars 1793.
Remis en activité en décembre 1794, il est promu général de brigade le 25 février 1796, et il est désigné pour être inspecteur d’artillerie aux Indes. Il est capturé par les Anglais le 9 mars 1796, à bord de la frégate la Bonne Citoyenne, et il est remis en liberté le 4 novembre suivant. Le 4 janvier 1800, il est admis à la retraite.
Rappelé à l’activité le 31 janvier 1801, il est affecté dans le corps d’observation de la Gironde, et le 21 janvier 1802, il prend le commandement de l’école d’artillerie de Rennes. Il est réadmis à la retraite le 27 août 1803.
Il meurt le 14 mars 1824, à Buno-Bonnevaux.

## Sources
- (en) « Generals Who Served in the French Army during the Period 1789 - 1814: Eberle to Exelmans »
- Thierry Pouliquen, « Les généraux français et étrangers ayant servis [sic] dans la Grande Armée » (consulté le 22 janvier 2015)
- Philippe Joseph Victoire de Senneville  sur roglo.eu
- (pl) « Napoléon.org.pl »
- Arthur Chuquet, Ordres et apostilles de Napoléon (1799-1815), paris, librairie ancienne Honoré Champion, 1911, p. 39